# Fran Miraka
Fran Miraka (* 13. August 1916 in Puka; † 4. März 1946 oder Oktober 1946 in Shkodra) war ein albanischer Katholik, der um seines Glaubens willen von den Kommunisten erschossen wurde. Er gehört zu den Achtunddreißig Märtyrern von Albanien.

## Leben
Fran Miraka besuchte die Jesuitenschule in Shkodra und arbeitete als Hirte und Verkäufer. Wegen seines katholischen Glaubens und wohl auch, weil sich ein Verwandter von ihm im Ausland aufhielt, verfolgte ihn die Staatssicherheit. Ein Gericht in Tirana unter dem Vorsitz von Frederik Nosi verhängte am 22. Februar 1946 gegen ihn und weitere Glaubenszeugen den Tod durch Erschießen. Über seine Hinrichtung gibt es verschiedene Angaben: Er ist im Oktober 1946 erschossen worden oder bereits am 4. März 1946 mit einer Gruppe von Klerikern und Laien. Im Umfeld des Jesuitenseminars in Shkodra hatte sich Widerstand gegen die neuen kommunistischen Machthaber gebildet, mit der sogenannten „Albanischen Union“ wollten junge Erwachsene versuchen, die Bevölkerung hinsichtlich der anstehenden Scheinwahlen zu warnen. In einem Gerichtsverfahren wurden viele zu Haftstrafen verurteilt, außerdem ergingen acht Todesurteile: Die Priester P. Giovanni Fausti SJ, P. Daniel Dajani S.J:, P. Gjon Shllaku OFM, die Seminaristen Mark Cuni und Gjergj Bici und einige Laien, darunter Gjelosh Lulashi und wohl auch Fran Miraka, wurden zum Tod durch Erschießen verurteilt, einer der Verurteilten, Gjergj Bici, wurde später begnadigt und verbrachte nach kurzzeitiger Freilassung sein restliches Leben in Haft.
Die Verurteilten wurden am frühen Morgen des 4. März 1946 hinter einem katholischen Friedhof nahe Shkodra, im Schatten zweier großer Bäume, erschossen. Menschen liefen nach den Schüssen herbei und sahen die Körper, die bis zum Nachmittag liegen blieben. Einer der Soldaten sagte einem katholischen Jungen, der sich dort befand, im Vertrauen: „Noch nie zuvor habe ich so tapfere Männer gesehen. Sie alle starben mit dem Ruf: ‚Es lebe Christus!‘“ Als die Leichen schließlich doch beerdigt wurden, geschah dies in einem nur knietief ausgehobenen Massengrab, welches schon viele andere Hingerichtete barg. Am 5. März wurde für die Erschossenen ein Requiem gelesen.

## Seligsprechung
Am 5. November 2016 wurde Fran Miraka in Shkodra zusammen mit 37 weiteren Märtyrern seliggesprochen. Der Präfekt der Kongregation für die Selig- und Heiligsprechungsprozesse, Kardinal Angelo Amato, leitete im Auftrag von Papst Franziskus die Feierlichkeiten.